# داگلاس هیگ (بازیگر)
داگلاس هِـیگ (انگلیسی: Douglas Haig؛ ‏ ۹ مارس ۱۹۲۰) بازیگر خردسال اهل ایالات متحده آمریکا بود که از سن ۲ سالگی در فیلم‌های صامت حضور داشت و بازیگری‌اش تا دوران فیلم‌های صدادار ادامه یافت. او در کودکی آرام و خوش‌قیافه بود؛ اما بازی‌اش گاهی به مذاق برخی منتقدان خوش نمی‌آمد.
از فیلم‌هایی که وی در آن نقش داشته‌است، می‌توان به اسکیپی، گناهان پدران و استقبال از خطر اشاره کرد.